# Svartholm (vid Själö, Nagu)
Svartholm är en ö nära Själö i Nagu,  Finland. Den ligger i Skärgårdshavet i Pargas stad i den ekonomiska regionen  Åboland i landskapet Egentliga Finland, i den sydvästra delen av landet. Ön ligger omkring 2 kilometer söder om Själö, 4 kilometer nordost om Nagu kyrka, 31 kilometer sydväst om Åbo och omkring 170 kilometer väster om Helsingfors. Närmaste allmänna förbindelse är förbindelsebryggan vid Själö som trafikeras av M/S Falkö och M/S Östern.
Öns area är 67,9 hektar och dess största längd är 1,6 kilometer i öst-västlig riktning. Ön höjer sig omkring 40 meter över havsytan. I omgivningarna runt Svartholm växer i huvudsak barrskog.